# Asticta glycyrrhizae
Asticta glycyrrhizae är en fjärilsart som beskrevs av Jules Pièrre Rambur 1858. Asticta glycyrrhizae ingår i släktet Asticta och familjen nattflyn. Inga underarter finns listade i Catalogue of Life.